# Moritz Wilhelm Ferdinand Karl von Gillhaußen
Moritz Wilhelm Ferdinand Karl von Gillhaußen (* 12. November 1807 in Meiderich bei Duisburg; † 21. Dezember 1874 in Coburg) war ein preußischer Generalmajor und zuletzt Kommandeur des 23. Infanterie-Regiments.

## Leben

### Herkunft
Seine Eltern waren Konrad Friedrich Wilhelm von Gillhaußen (* 6. September 1768; † 30. Juni 1833) und dessen Ehefrau Charlotte Cornelie Wilhelmine, geborene d’Ablaing de Gießenburg (* 7. September 1773; † 17. November 1817), verwitwete Kerckhoff van der Varent. Sein Vater war Major a. D. und zuletzt im 1. Westfälischen Landwehr-Regiment, sowie Träger des Ordens Pour le Mérite und des Eisernes Kreuz II. Klasse.

### Werdegang
Er kam am 21. Oktober 1822 als Kadett nach Berlin und ging anschließend am 8. April 1825 als Portepeefähnrich in das 16. Infanterie-Regiment und wurde am 15. Januar 1829 zum Sekondeleutnant befördert. Von 1832 bis 1839 wurde er als Adjutant des Füsilier-Bataillons eingesetzt. Am 23. Januar 1844 erfolgte seine Beförderung zum Premierleutnant und am 18. April 1848 die zum Hauptmann und Kompaniechef. Am 5. Juli 1855 zum Major ernannt, kam er am 1. Juni 1858 in das 16. Landwehr-Regiment, wo er Kommandeur des II. Bataillons in Iserlohn wurde. Am 8. Mai 1860 wurde er dann zur Führung des II. Bataillons der 16. kombinierten Infanterie-Regiments abkommandiert. Am 1. Juli 1860 erfolgte seine Beförderung zum Oberstleutnant und die Versetzung als Kommandeur in das II. Bataillon des 56. Infanterie-Regiments, am 14. September 1860 wurde er dann als Kommandeur in das 23. Infanterie-Regiment versetzt. Am 18. Oktober 1861 wurde er zum Oberst befördert und am 12. Januar 1864 mit dem Roten Adlerorden III. Klasse mit Schleife ausgezeichnet. Er wurde am 3. April 1866 mit dem Charakter als Generalmajor und Pension zur Disposition gestellt. Dazu erhielt er noch am 20. September 1866 den Kronen-Orden II. Klasse mit Schwertern.
Bei der Mobilmachung zum Deutsch-Französischen Krieg wurde er am 18. Juni 1870 zum stellvertretenden Kommandeur der 27. Infanterie-Brigade ernannt und am 3. Juni 1871 von dieser Stellung wieder entbunden.
Er starb am 21. Dezember 1874 in Coburg und wurde am 24. Dezember 1874 auf dem Friedhof in Unterlauter beigesetzt.

### Familie
Er heiratete am 18. Mai 1837 in Voerde bei Dinkslaken Adolphine Dorothea Konradine von Schell (* 21. Dezember 1811; † 17. Mai 1893), eine Tochter des Hauptmanns Johann Karl Adolf von Schell. Das Paar hatte einen Sohn, den späteren Hauptmann Benno Wilhelm Julius (* 24. Juni 1838; † 8. Dezember 1911), dieser heiratete Charlotte Helene von Witzleben (* 5. Juli 1844). Der Major und Schriftsteller Guido von Gillhaußen war sein Enkel.